# Declaració d'independència de Palestina

Bandera de Palestina, adoptada pel Consell Nacional de Palestina com a representativa de l'estat palestí.

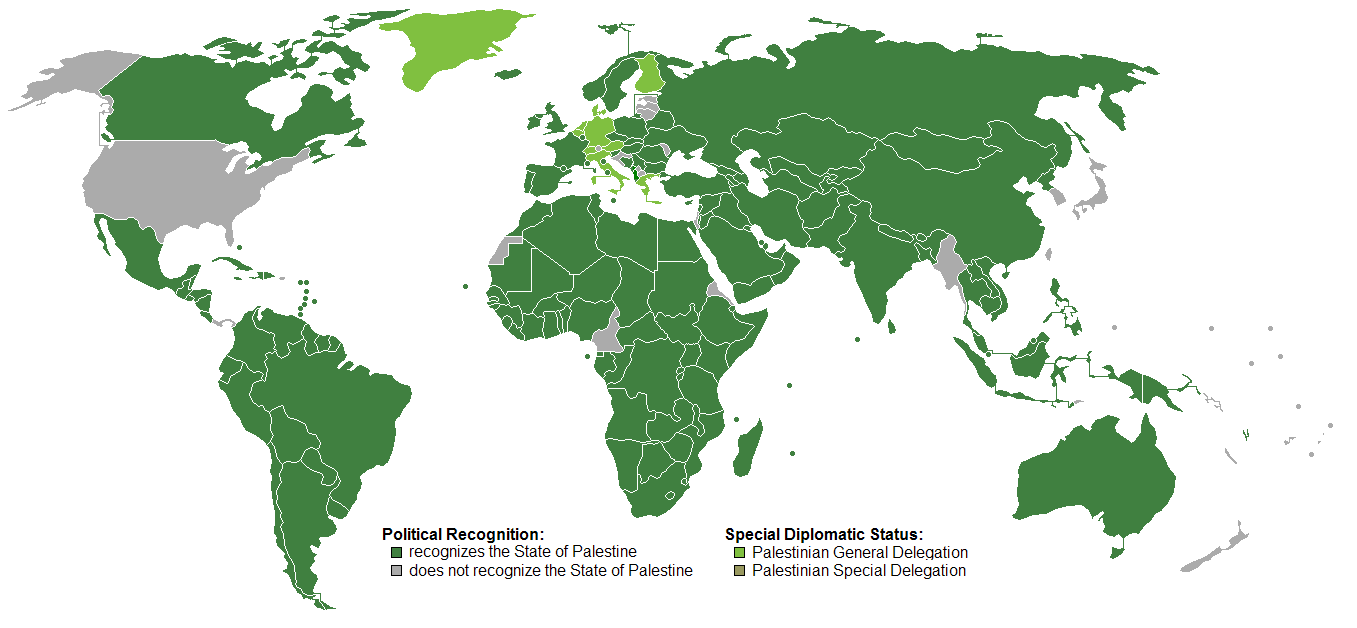
Països que han reconegut formalment l'Estat de Palestina fins a 2013.

La Declaració d'independència de Palestina va ser redactada pel poeta palestí Mahmud Darwix i proclamada per Iàssir Arafat, líder de l'Organització per a l'Alliberament de Palestina (OLP) el 15 de novembre de 1988 a Alger. Havia estat prèviament aprovada pel Consell Nacional Palestí, l'òrgan legislatiu de l'OLP, amb 253 vots a favor, 46 en contra i 10 abstencions. Va ser llegida a la sessió de clausura del 19è Consell Nacional Palestí davant una ovació dels assistents. En acabar la lectura de la declaració, Arafat, com a president de l'OLP, va assumir el càrrec de "President de Palestina".
Malgrat la proclamació unilateral de l'Estat de Palestina, al moment de la declaració l'OLP no exercia control sobre cap territori, i va designar Jerusalem com la capital de Palestina, que es trobava sota control d'Israel i era la capital declarada d'aquest estat. Per això, aquesta declaració d'independència va ser interpretada com un gest simbòlic.
El 28 d'octubre de 1974, la cimera de la Lliga Àrab celebrada a Rabat va designar a l'OLP com "l'únic representant legítim del poble palestí, i va reiterar el seu dret a establir un Estat independent d'urgència".
Reconegut per 94 països després de la seva proclamació, l'Estat palestí manca d'independència de facto, i la seva extensió geogràfica s'identifica generalment amb els Territoris Palestins El gener de 2012, 130 països membres de l'ONU havien reconegut formalment l'Estat de Palestina.